# Lycorma delicatula
Espèce
Synonymes
- Aphaena delicatula White, 1845
- Aphaena operosa Walker, 1858

Lycorma delicatula ou fulgore tacheté est une espèce de fulgores indigène de certaines régions du Sud de la Chine, de Taïwan et du Viêt Nam et qui s'est répandue au Japon, en Corée du Sud et aux États-Unis. Bien que cet insecte ait deux paires d'ailes, comme les autres fulgores, il saute plus qu'il ne vole. Il a pour plantes-hôtes les vignes, les arbres fruitiers à noyaux et les espèces du genre Malus, bien qu'il préfère l'Ailante glanduleux (Ailanthus altissima).
Dans son habitat d'origine, il est limité par des prédateurs naturels ou des pathogènes. Il a été introduit en Corée du Sud par accident en 2006 et y est depuis considéré comme nuisible. En septembre 2014, il a été signalé pour la première fois aux États-Unis et en 2020 il constitue une espèce envahissante dans la vallée du Delaware, le Nord du Delaware, l'Est du Maryland l'est de la Pennsylvanie, le Sud du New Jersey, l'État de New York, le Connecticut, la Virginie septentrionale et l'Ohio,.

## Description
L'espèce est originaire de certaines régions du Sud de la Chine, de Taïwan et du Viêt Nam. C'est un fulgore de la sous-famille des Aphaeninae. Il a été décrit pour la première fois en 1845 par le zoologiste écossais Adam White (1817-1878) sous le protonyme d’Aphaena delicatula à proximité de Nankin.

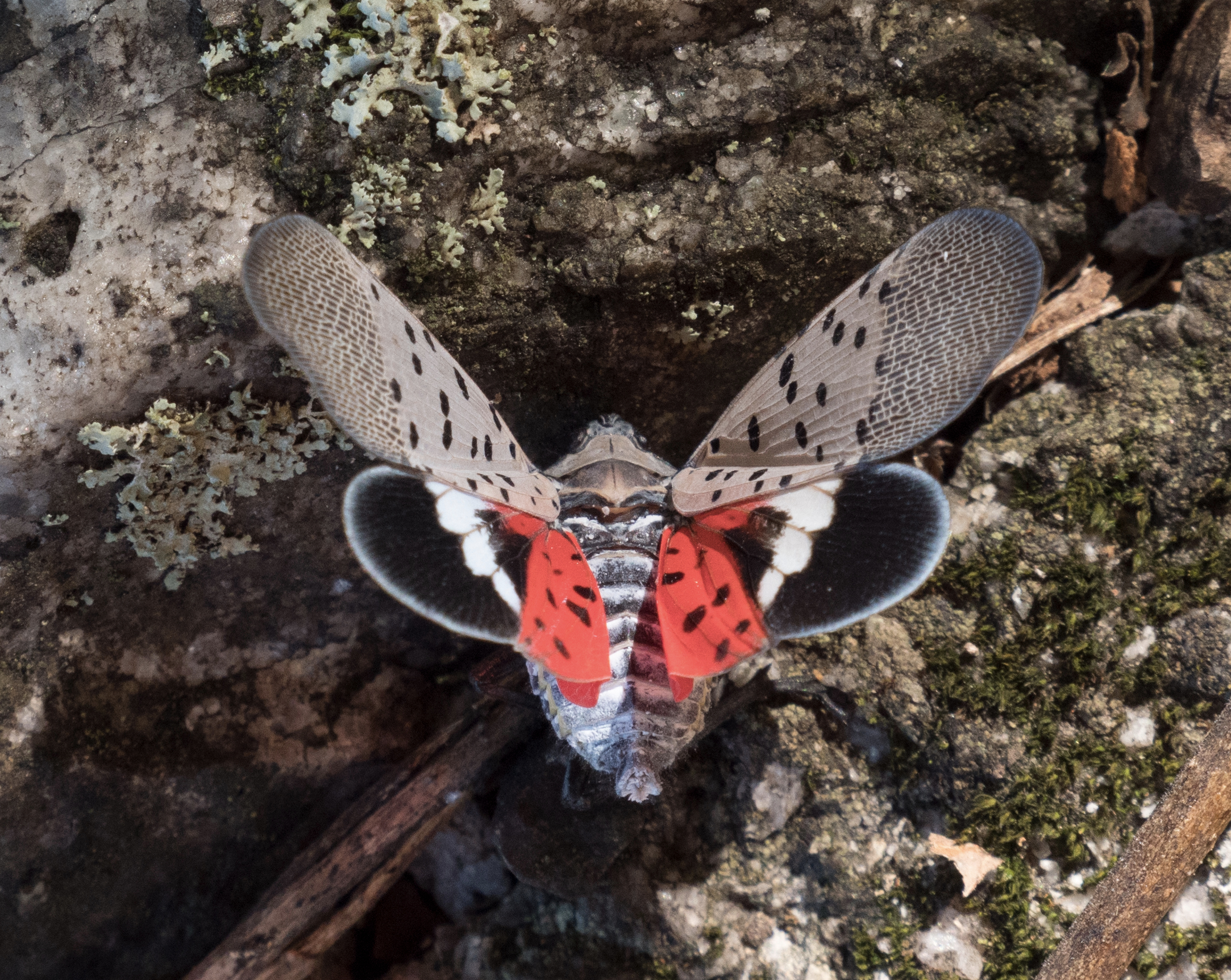
Un adulte aux ailes déployées.

Les adultes mesurent environ 25 mm de long et 12 mm de large. Ils ont la tête noire et les ailes antérieures gris-brun, ornées des points noirs. Ces ailes sont semi-translucides et leurs ailes postérieures rouges sont partiellement visibles à travers, ce qui donne à l'insecte au repos une dominante rougeâtre. De fines marques noires rectangulaires colorent aussi l'extrémité des ailes antérieures, formant un motif parfois comparé à un mur de briques. En vol, les ailes postérieures montrent leur partie rouge et le noir de leur partie extérieure, barrée d'une bande blanche. Leur abdomen est jaunâtre, avec des bandes noires et blanches au-dessus et en-dessous. Les femelles ont des pièces génitales rouges à l'extrémité de l'abdomen ; quand elles sont sur le point de pondre, leur abdomen est si gonflé qu'elles ont du mal à voler.
Cette espèce est un bon sauteur, qui utilise ses ailes pour augmenter ses sauts plutôt que pour des vols prolongés. Dans la médecine traditionnelle chinoise, elle est considérée comme empoisonnée et utilisée par voie locale contre les gonflements.

### Sous-espèces
Fulgoromorpha Lists On the Web admet trois sous-espèces :
- Lycorma delicatula delicatula (White, 1845)
- Lycorma delicatula jole Stål, 1863
- Lycorma delicatula operosa (Walker, 1858)

## Plantes hôtes

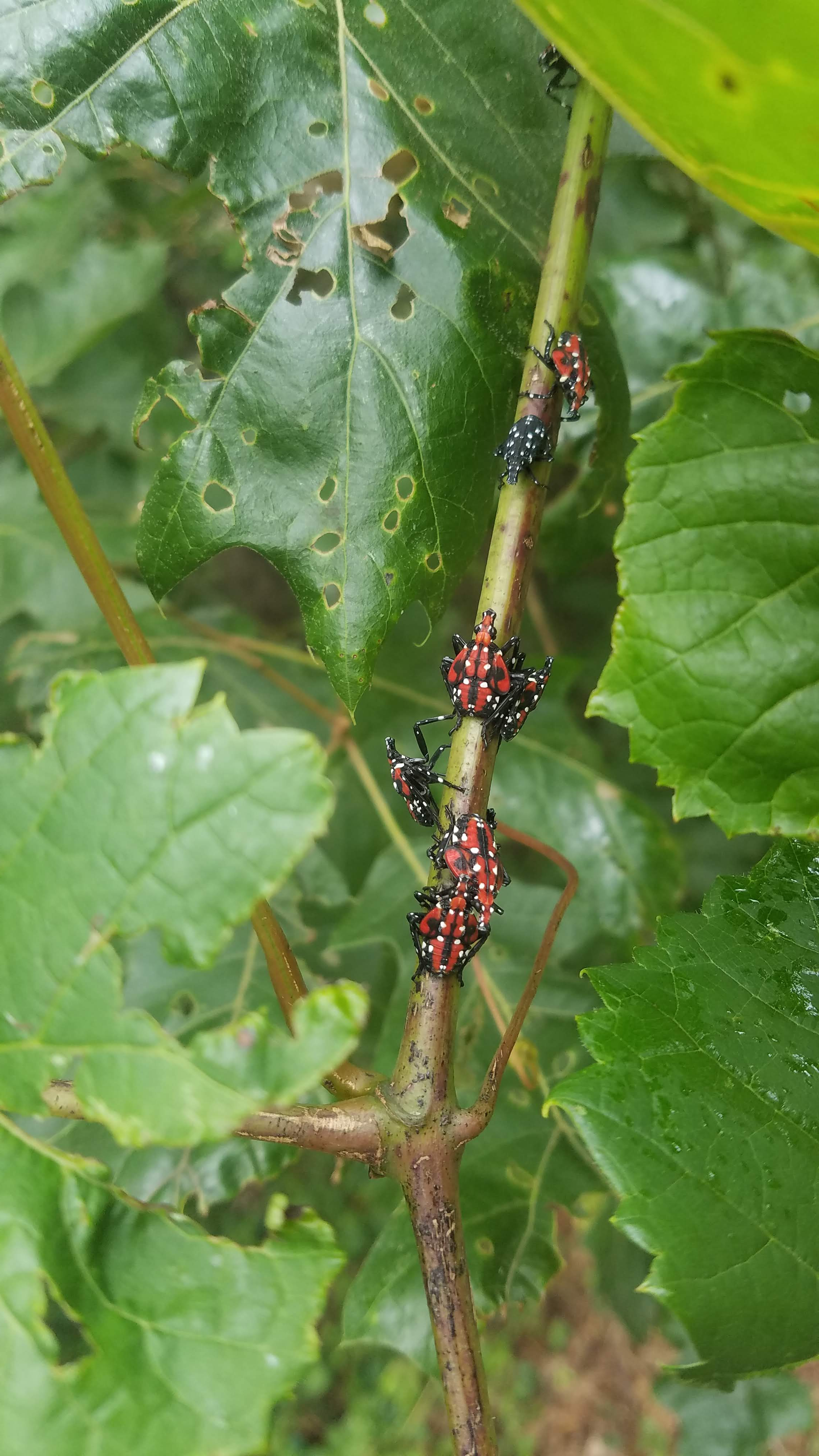
Groupe de nymphes sur Vitis labrusca dans le Comté de Berks (Pennsylvanie) en juillet 2018.

L'Ailante glanduleux (Ailanthus altissima) est un arbre originaire et Chine et envahissant dans beaucoup d'autres régions du monde ; il est considéré comme la plante hôte principale de L. delicatula et joue un rôle important dans son cycle biologique,. Cet arbre est l'hôte préféré à tous les endroits où il se trouve en même temps que L. delicatula.
Ce fulgore a cependant beaucoup d'autres hôtes possibles, plus de 70 espèces comprenant les vignes, des arbres fruitiers, ornementaux ou cultivés pour leur bois, particulièrement les pommiers et les Rosaceae à noyaux. Beaucoup de ces espèces sont des plantes agricoles et forestières communes. L. delicatula cause des dommages à au moins 12 plantes ornementales comme la vigne vierge (Parthenocissus quinquefolia), l'arbre au liège de l'Amour (Phellodendron amurense) et l'acajou de Chine (Toona sinensis). Aux États-Unis, d'importantes populations infestent des arbres forestiers communs comme les érables, les bouleaux et les noyers ; dans la seule Pennsylvanie, L. delicatula a été découvert sur plus de 20 nouvelles espèces de plantes ligneuses.

## Cycle biologique
L. delicatula se nourrit sur des plantes ligneuses et non-ligneuses, perçant le phloème des feuilles et des jeunes pousses grâce à ses pièces buccales spécialisées pour sucer la sève élaborée ; il ne consomme pas les fruits ou les feuilles eux-mêmes. Leurs déjections sucrées souillent les feuilles et les tiges, ce qui peut encourager le développement de moisissures.

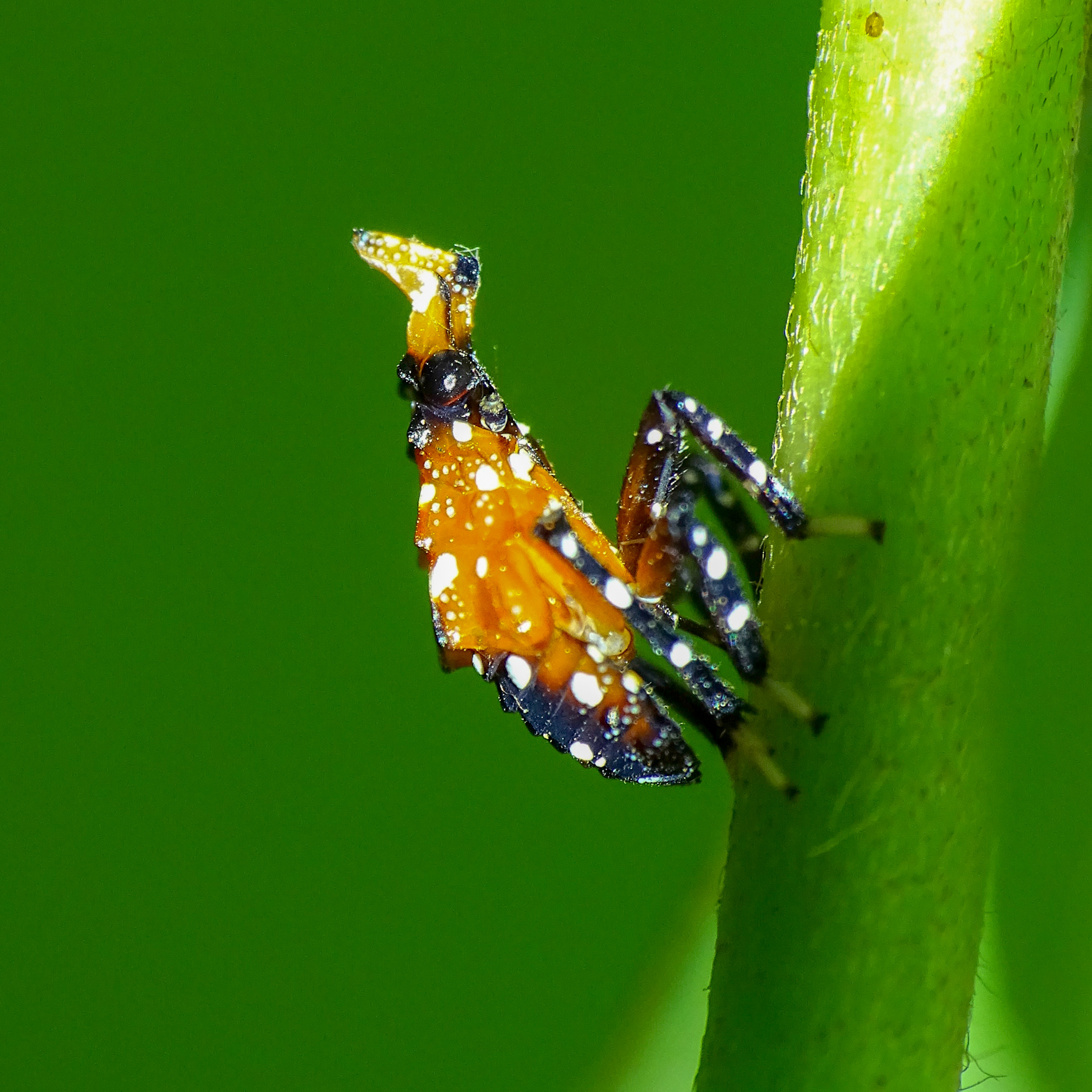
Nymphe de L. delicatula.

Les nymphes éclosent entre fin avril et début mai. Ces nymphes passent par plusieurs stades, tous sans ailes. Leur premier stade est noir avec des points blancs. Les stades suivants ont des taches rouges en plus. Le dernier stade nymphal a des palettes alaires rouges et le dessus du corps de la même couleur. Il mue une dernière fois pour devenir un adulte à la tête noire et aux ailes grises tachetées de noir. Les nymphes sautent ou rampent à la recherche des plantes dont elles se nourrissent. Les nymphes des trois premiers stades ont une plus grande variété de plantes hôtes que les plus âgées,. Si l'espèce a été signalée sur des plantes herbacées, c'est très probablement parce que la jeune nymphe a escaladé ou est tombée sur celles-ci, car les stades plus âgés et les adultes n'ont pas d'association durable avec ce type de plantes.
Les adultes apparaissent dès le début du mois de juillet et ils peuvent s'accoupler et pondre de la fin septembre au début de l'hiver. Dans leur aire indomalaise d'origine, ils pondent de préférence sur l'ailante glutineux (Ailanthus altissima), qui produit des métabolites toxiques et est une espèce envahissante en Amérique du Nord. On pense que ce choix d'hôte a évolué comme un mécanisme de protection contre leurs ennemis naturels. On ignore si L. delicatula pourrait achever son cycle biologique en l'absence complète d'ailantes et des expériences sont prévues aux États-Unis sur ce point. Il existe plusieurs hypothèses sur les raisons de ses préférences alimentaires. Deux facteurs possibles étudiés sont la richesse globale de la plante en sucres et la présence de composés toxiques.
L. delicatula peut déposer ses œufs sur n'importe quelle surface lisse, qu'il s'agisse d'un tronc, d'une pierre ou d'une surface verticale quelconque, même d'origine humaine comme un véhicule, du mobilier de jardin, du matériel agricole ou d'autres objets stockés en extérieur. Les œufs sont rassemblés par groupes de 30 à 50 couverts d'un dépôt cireux jaune-brun souvent appelé oothèque. L'espérance de vie de l'animal est d'un an.
Certains chercheurs pensent qu'une période de froid marqué est nécessaire au développement des œufs, mais cela n'a pas encore été confirmé. Des tests ont été menés pour déterminer si un hiver prolongé les affectait. La température minimale nécessaire pour les tuer a été estimée par des chercheurs sud-coréens entre -12,7 et -3,4°C sur la base des températures quotidiennes moyennes de l'hiver 2009/2010. Cette estimation contraste avec le fait que des œufs ont survécu en Pennsylvanie à la vague de froid de l'hiver 2014, nettement plus sévère. Une autre étude en Corée du Sud suggère que -25°C est la température approximative après laquelle aucun œuf n'éclot, tandis qu'à -15°C il en éclot encore quelques-uns, selon la durée de ce froid et l'endroit où ils se trouvent.

## Signes d'infestation

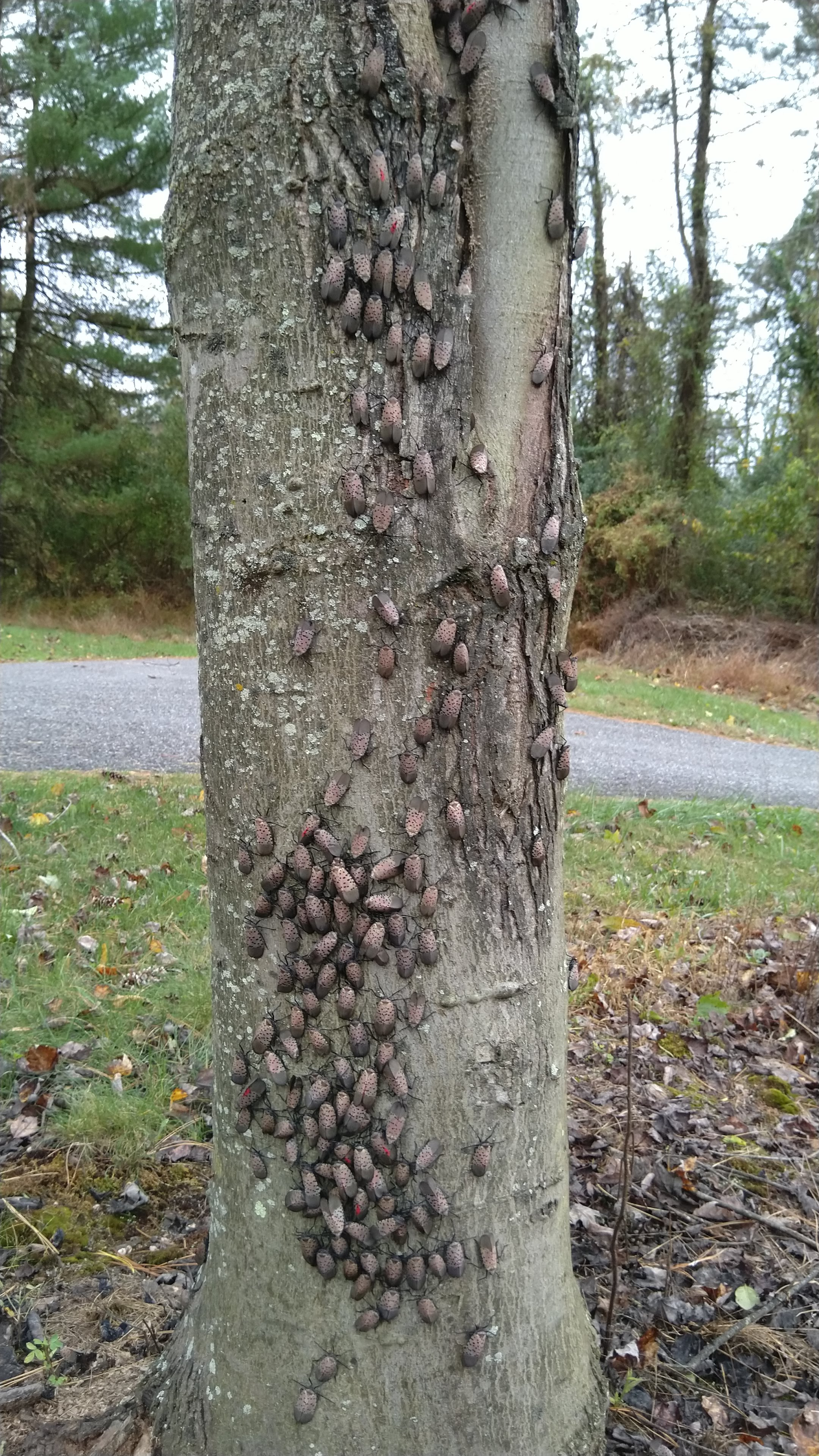
Groupes de L. delicatula adultes sur le tronc d'un érable rouge dans le Comté de Berks en Pennsylvanie (mi-octobre 2019).

L. delicatula endommage directement les plantes en suçant leur sève élaborée ; des dommages significatifs peuvent se produire quand de nombreux insectes attaquent la même plante et conduire au flétrissement des branches ou même de la plante entière. Il provoque aussi des dommages indirects, par exemple par sa production de miellat et par la sève qui suinte des trous qu'il fait sur les troncs ; ces accumulations peuvent attirer des fourmis, des abeilles, des bourdons et des guêpes. Elles suscitent aussi la croissance de moisissures qui réduisent le potentiel photosynthétique de la plante, ce qui peut même causer sa mort,.

## Modes de dissémination
L. delicatula choisit normalement l'ailante glutineux (Ailanthus altissima) pour se nourrir et pondre, mais si cette espèce n'est pas présente, il peut pondre sur n'importe quel objet immobile, naturel ou artificiel, et consommer une grande variété de plantes. Les œufs sont facilement transportés par mégarde, ce qui leur permet d'étendre leur aire de répartition. On pense que l'espèce est arrivée de cette manière aux États-Unis, par des œufs collés sur un objet importé d'Asie en Pennsylvanie.
À l'âge adulte, L. delicatula vole à la recherche de nouvelles plantes hôtes, mais ne prospère pas si A. altissima est absent. À l'état de nymphe, il se nourrit aux dépens de la plante sur laquelle ont été posés les œufs. On ignore encore si l'espèce pourrait achever son cycle biologique en l'absence complète d'ailantes ; des études en laboratoire suggèrent que les adultes ont du mal à survivre sur d'autres plantes.

## Introductions accidentelles

### En Corée du Sud
Lycorma delicatula a été accidentellement introduit  en 2006 en Corée du Sud, où il est considéré comme une espèce envahissante depuis 2007. En l'absence d'ennemi naturel, il a depuis augmenté sa gamme de plantes hôtes, attaquant au moins 65 espèces. Sa distribution a été prévue grâce à l'utilisation d'un modèle informatique, montrant qu'il a le potentiel de s'installer dans la plus grande partie du pays. Plus encore, il semble y avoir une corrélation entre la distribution de l'ailante glanduleux et les dégâts sur les vignes, dans la mesure où cet arbre pousse couramment à proximité des vignobles sud-coréens. L. delicatula est considéré comme un ravageur de la vigne, provoquant un déclin du nombre et de la qualité des raisins récoltés. Il n'existe pas de données chiffrées confirmant cette corrélation, mais elle est largement supposée,.

### Aux États-Unis
Lycorma delicatula a été détecté pour la première fois aux États-Unis dans le comté de Berks, au nord-ouest de Philadelphie. Le 29 septembre 2014, le département de l'agriculture de Pennsylvanie et sa commission de la chasse ont confirmé sa présence. Ses préférences en matière de plantes hôtes en font un danger pour la viticulture, les arbres fruitiers et l'industrie du bois. Le plus grand risque de dissémination étant le transport de matériaux contenant des groupes d'œufs sur des écorces, des pierres et d'autres surfaces lisses, le département de l'agriculture de Pennsylvanie a interdit le 1er novembre 2014 le transport depuis sept municipalités d'objets pouvant en abriter, notamment le bois de chauffage, les tondeuses à gazon, les chaises de jardin, les camions et les véhicules de loisir. La présence de groupes d'œufs anciens a montré que l'insecte était sans doute sur place depuis au moins 2012, et qu'il avait survécu au froid inhabituel de l'hiver 2013-2014. Un groupe de travail constitué d'universitaires et de scientifiques du département de l'Agriculture des États-Unis, a été formé sous la direction de celui-ci « pour déterminer ce qui est connu sur [L. delicatula] et quelles recherches sont nécessaires, y compris quelles analyses ADN pour préciser l'origine de l'infestation ».

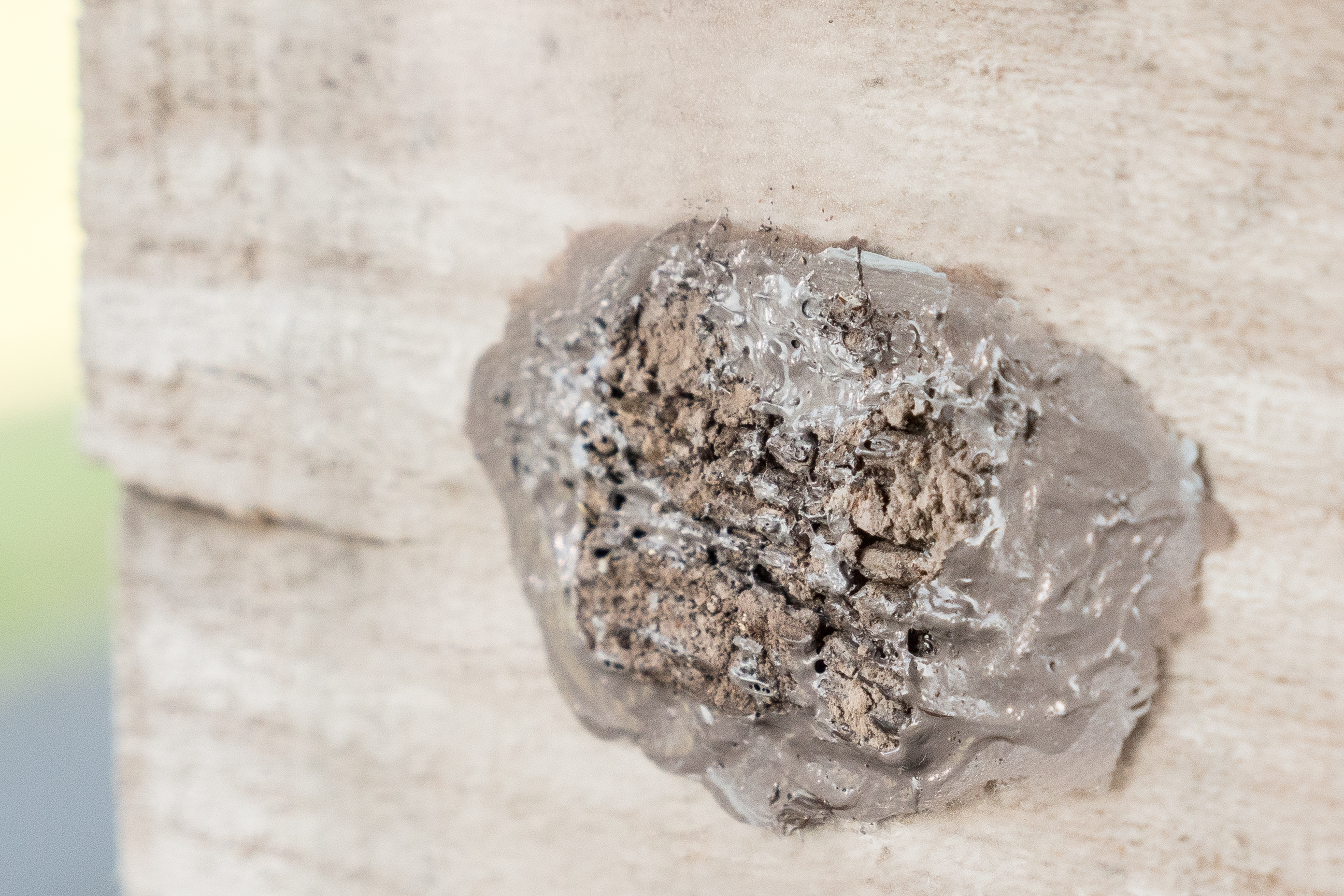
Détail d'un vieux groupe d'œufs de L. delicatula sur une palette de manutention à Lancaster (Pennsylvanie) en août 2018.

L. delicatula a aussi été signalé au Connecticut, au Maryland, au Delaware, dans le New Jersey, dans l'État de New York, en Pennsylvanie, en Virginie et en Virginie-Occidentale. En juillet 2018, sa présence a été confirmée dans trois comtés du New Jersey et un ordre de quarantaine a été diffusé pour huit comtés en août 2020. En septembre 2018, il a été découvert à deux endroits de l'État de New York et en Virginie. Le 28 février 2019, le département de l'agriculture du Delaware a émis des règlements d'urgence établissant une quarantaine pour l'espèce. Celle-ci a été signalée pour la première fois dans l'Ohio en octobre 2020,.
Le 14 août 2020, le département de l'agriculture de l'État de New York a annoncé que L. delicatula avait été découvert à Staten Island. Des individus morts ont aussi été interceptés dans l'Oregon et en Californie, bien qu'aucun insecte vivant n'ait été observé. Ceci augmente les craintes d'introduction accidentelle dans d'autres États.
L'extension potentielle de l'espèce est importante si elle n'est pas stoppée. Elle couvrirait tout l'est du pays, ainsi que des vallées viticoles et agricoles cruciales des États de la côte Pacifique (vignoble de Californie).
Dans les semaines précédant le 16 novembre 2020, le département de l'Agriculture des États-Unis a détecté plusieurs individus morts dans des cargaisons au Michigan et le département de l'Agriculture et du développement rural du Michigan (en) a demandé aux transporteurs, aux entrepôts et aux conducteurs d'être à l'affût d'autres arrivée dans l'État,,,,.

### Au Canada
Le risque d'introduction depuis les États-Unis est minime. Le gouvernements canadiens sont soucieux de maintenir la quarantaine et espèrent qu'elle réussira,. La plus grande partie du pays est bien trop froide pour l'espèce, mais les modélisations montrent que la Sud-ouest de l'Ontario et le sud d'autres provinces lui seraient modérément favorables, ce qui veut dire qu'elle pourrait s'y installer en petits nombres.

## Moyens de contrôle possibles

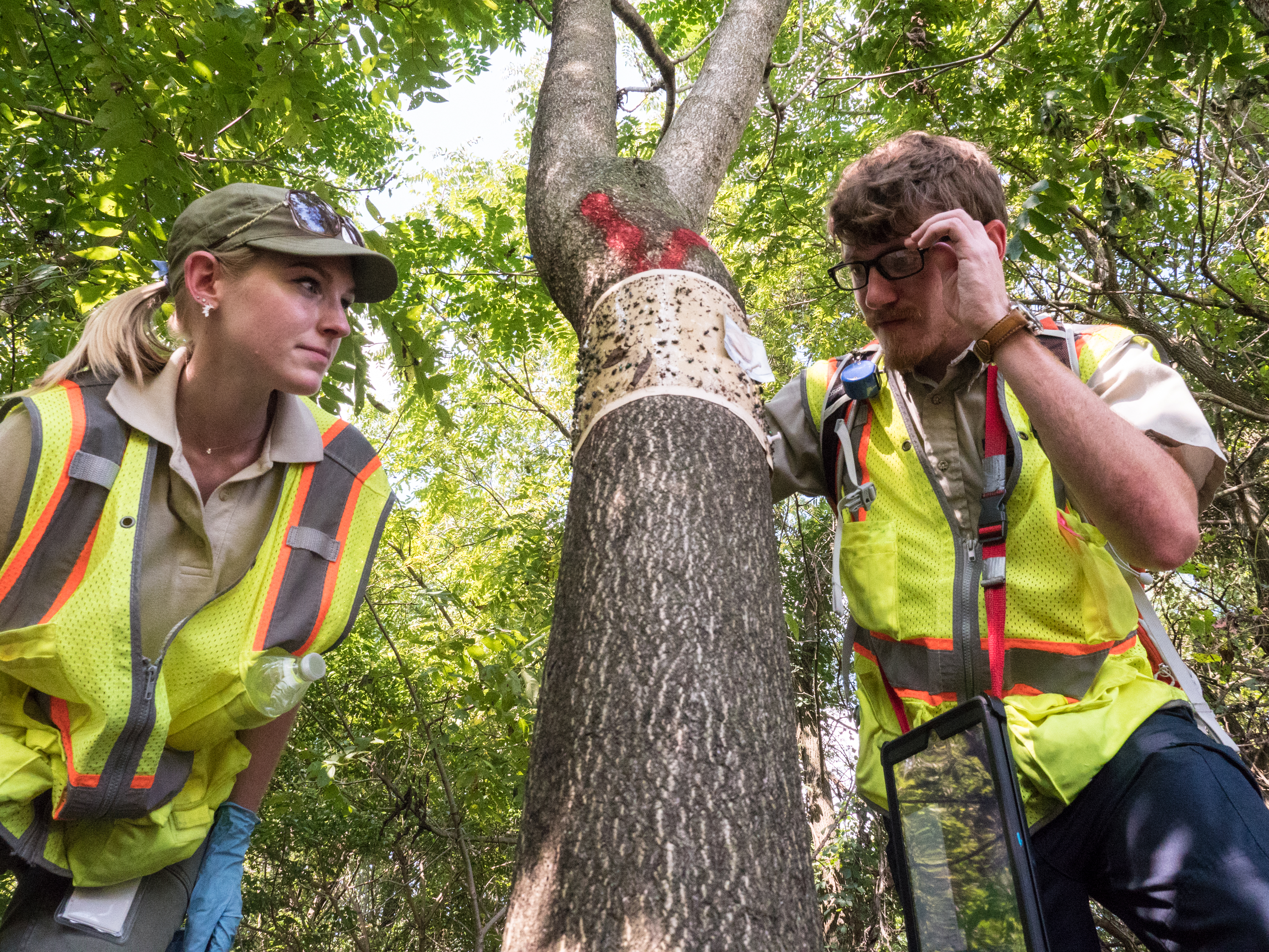
Deux agents du département de l'Agriculture des États-Unis examinent une bande collante installée sur un ailante à fin d'étude statistique en Pennsylvanie (août 2020).

Le département de l'agriculture de Pennsylvanie a émis les recommandations suivantes :
1. Tuer les œufs d'octobre à mai en les grattant des surfaces où ils sont collés, « les mettre dans deux sacs superposés et les jeter à la poubelle[9] » ou les faire tomber directement dans un sac refermable avec de l'alcool ou une solution hydroalcoolique pour les tuer[42].
2. Retirer la principale plante hôte, l'ailante glutineux (Ailanthus altissima) en ne gardant que les pieds mâles comme « pièges », puisque L. delicatula doit se nourrir sur cet arbre avant de pondre[1]. Les arbres mâles « pièges » doivent être enveloppés de bandes collantes au début du printemps pour attraper les nymphes. Les experts de la faune sauvage ont cependant mis en garde contre cette méthode après de nombreux rapports signalant d'autres animaux collés (par exemple des oiseaux) et qui sont blessés ou tués [43].
3. Les arbres infestés peuvent être traités avec des pesticides systémiques de juin à août. Le département de l'Agriculture de Pennsylvanie recommande des injections et des pulvérisations sur l'écorce effectuées par des professionnels, ainsi que l'arrosage du sol et des pulvérisations sur les feuilles, qui peuvent être faits par les propriétaires eux-mêmes[1].

En 2020, le département de l'Agriculture de Pennsylvanie recommande plusieurs pesticides différents, dont des savons insecticides, l'huile de neem, les pyréthrines, des huiles essentielles ainsi que la bifenthrine, le carbaryl et le dinotéfurane pour pulvériser sur les troncs, l'imidaclopride, le spinosad, le tébuconazole et la zeta-cyperméthrine.

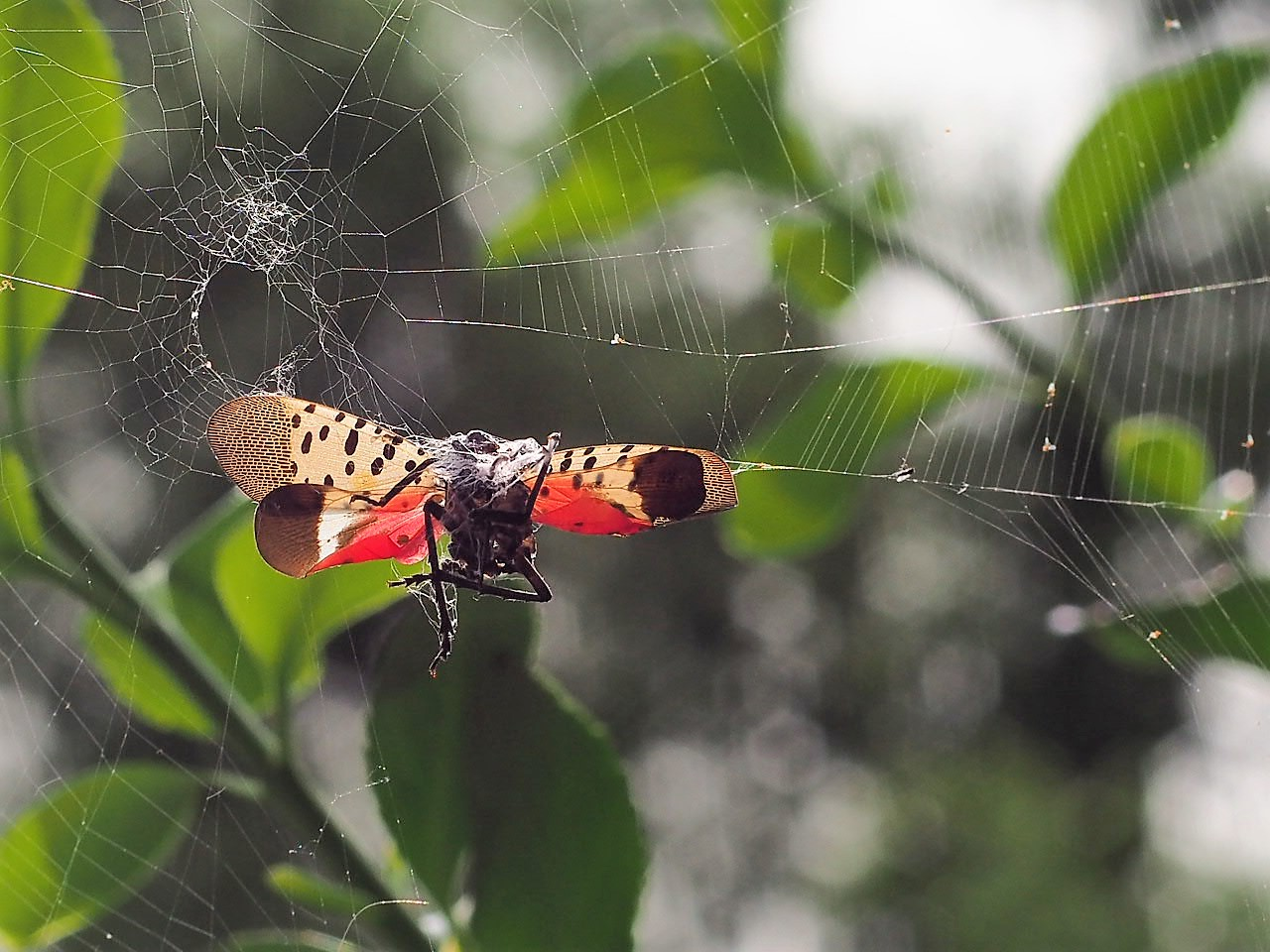
Restes d'un adulte L. delicatula pris dans une toile et mangé par une araignée dans le comté de Delaware en Pennsylvanie
(15 septembre 2020).

Des pièges collants à la base des arbres ont aussi été utilisés. En Pennsylvanie, des pièges collants bruns ont été efficaces pour capturer les nymphes, même si les adultes peuvent être assez forts pour s'en échapper. Des études ont montré que les pièges bruns sont plus efficaces que les bleus ou les jaunes. On a aussi découvert que L. delicatula est attiré par certaines kairomones émises par leurs plantes hôtes et les adultes comme les nymphes des stades deux à quatre semblent aussi attirés par l'huile de menthe douce. On suppose que ces produits (comme le salicylate de méthyle) pourraient être utilisés pour améliorer l'attractivité des pièges collants.
En 2019, des chercheurs du laboratoire d'Ann Hajek (en) à l'Université Cornell ont découvert que deux champignons indigènes, Beauveria bassiana et Batkoa major, tuent L. delicatula, ; Beauveria bassiana a aussi montré sa capacité à le tuer dans des essais de biopesticides
Quelques prédateurs de l'espèce ont été identifiés dans son habitat naturel en Chine, mais ils ne sont pas encore utilisés en lutte biologique. Le plus notable testé est la guêpe parasitoïde Anastatus orientalis (famille des Eupelmidae), en raison de son taux élevé de parasitisme des œufs de L. delicatula ; elle fait l'objet d'études en Corée du Sud et aux États-Unis, où elle est évaluée en quarantaine jusqu'à ce que les chercheurs soit certains qu'elle ne devienne pas elle-même une espèce envahissante susceptible de s'attaquer à d'autres insectes.

## Publication originelle
- (en) Adam White, « Descriptions of a new genus and some new species of homopterous insects from the east in the collection of the British Museum », Annals and Magazine of Natural History, Londres, Taylor & Francis, vol. 15, no 95,‎ janvier 1845, p. 34-37 (ISSN 0374-5481, OCLC 1481361, DOI 10.1080/037454809495244, lire en ligne).